# Śniadanie na trawie
Śniadanie na trawie (fr. Le Déjeuner sur l’herbe) – obraz olejny francuskiego malarza Édouarda Maneta.

## Opis
Obraz przedstawia nagą kobietę i dwóch kompletnie ubranych mężczyzn siedzących na trawie podczas śniadania na łonie natury. Mężczyźni rozmawiają ze sobą, natomiast obnażona kobieta śmiało i bez skrępowania patrzy w stronę widza. Druga postać kobieca brodzi w wodzie i wydaje się być zajęta toaletą. Sylwetki czterech postaci tworzą trójkąt, kompozycja obrazu jest statyczna i piramidalna. Scena ma miejsce w paryskim lasku lub parku, dominują barwy ciemne i stonowane odcienie zieleni. Jedynie jasna sylwetka nagiej kobiety ostro kontrastuje z całością sceny i koncentruje na sobie uwagę widza. W lewym dolnym rogu obrazu, na pierwszym planie, autor umieścił martwą naturę, na którą składają się koszyk z rozrzuconymi wiktuałami i pomięta, niebieska suknia.
Postać myjącej się kobiety wydaje się za duża, gdyż autor świadomie zrezygnował z tradycyjnej perspektywy. Całość malowana jest barwnymi plamami, jedynie akt w centrum przedstawiony jest w sposób zbliżony do rysunku. Lekko uśmiechnięta twarz nagiej kobiety robi wrażenie przerysowanej, jej ciało ukazane zostało naturalistycznie, bez idealizacji.
Do obrazu pozowała modelka i malarka Victorine Meurent. Mężczyźni to brat artysty Gustave oraz przyszły szwagier, rzeźbiarz holenderski Ferdinand Leenhoff. Do drugiej postaci kobiecej pozowała prawdopodobnie żona Maneta, Suzanne.

## Inspiracje
Manet wykorzystał układ postaci ze sztychu Marcantonio Raimondi, wykonanego na podstawie zaginionego dzieła Rafaela Santi Sąd Parysa. Natomiast pomysł ukazania ubranych mężczyzn w towarzystwie nagich kobiet pochodzi najpewniej z obrazu Koncert wiejski Tycjana; było to dzieło często kopiowane przez adeptów malarstwa i znane Manetowi z okresu studiów w pracowni Thomasa Couture. Podobny motyw zawiera renesansowy obraz Giorgione Burza.

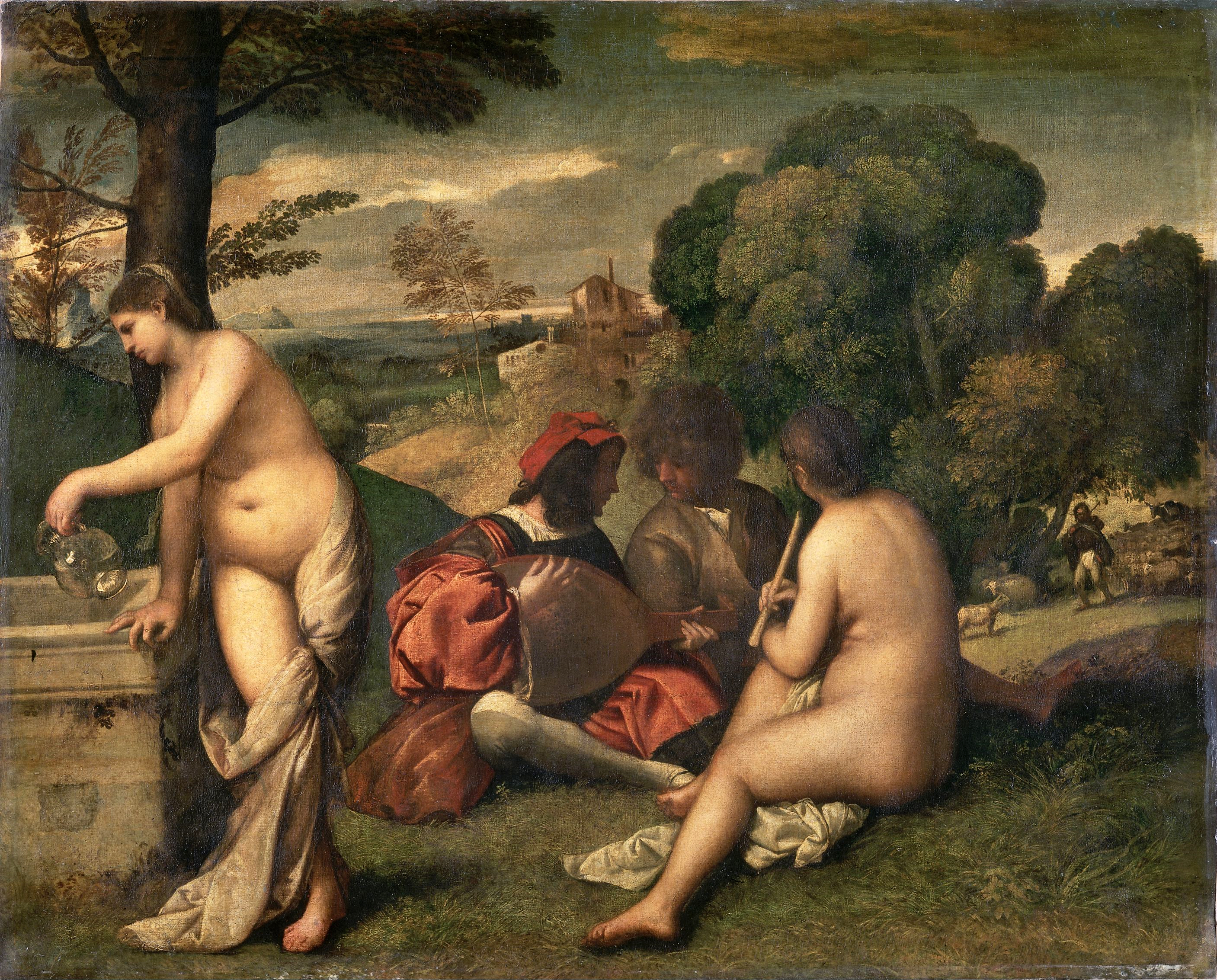
Tycjan, Koncert wiejski ok. 1510
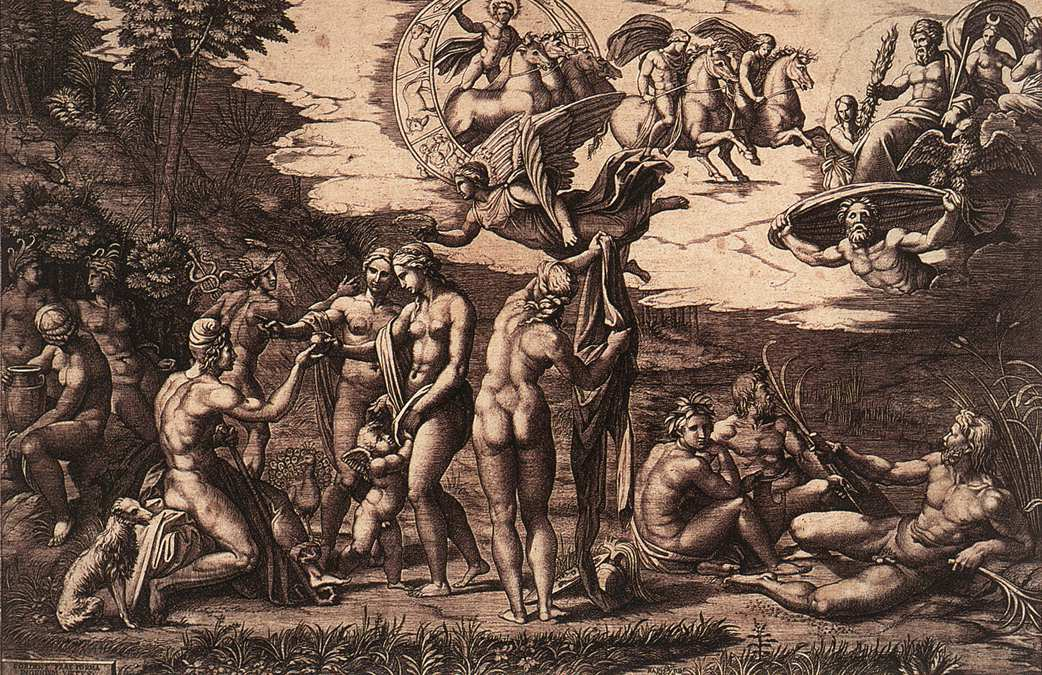
Marcantonio Raimondi, Sąd Parysa, ok. 1520
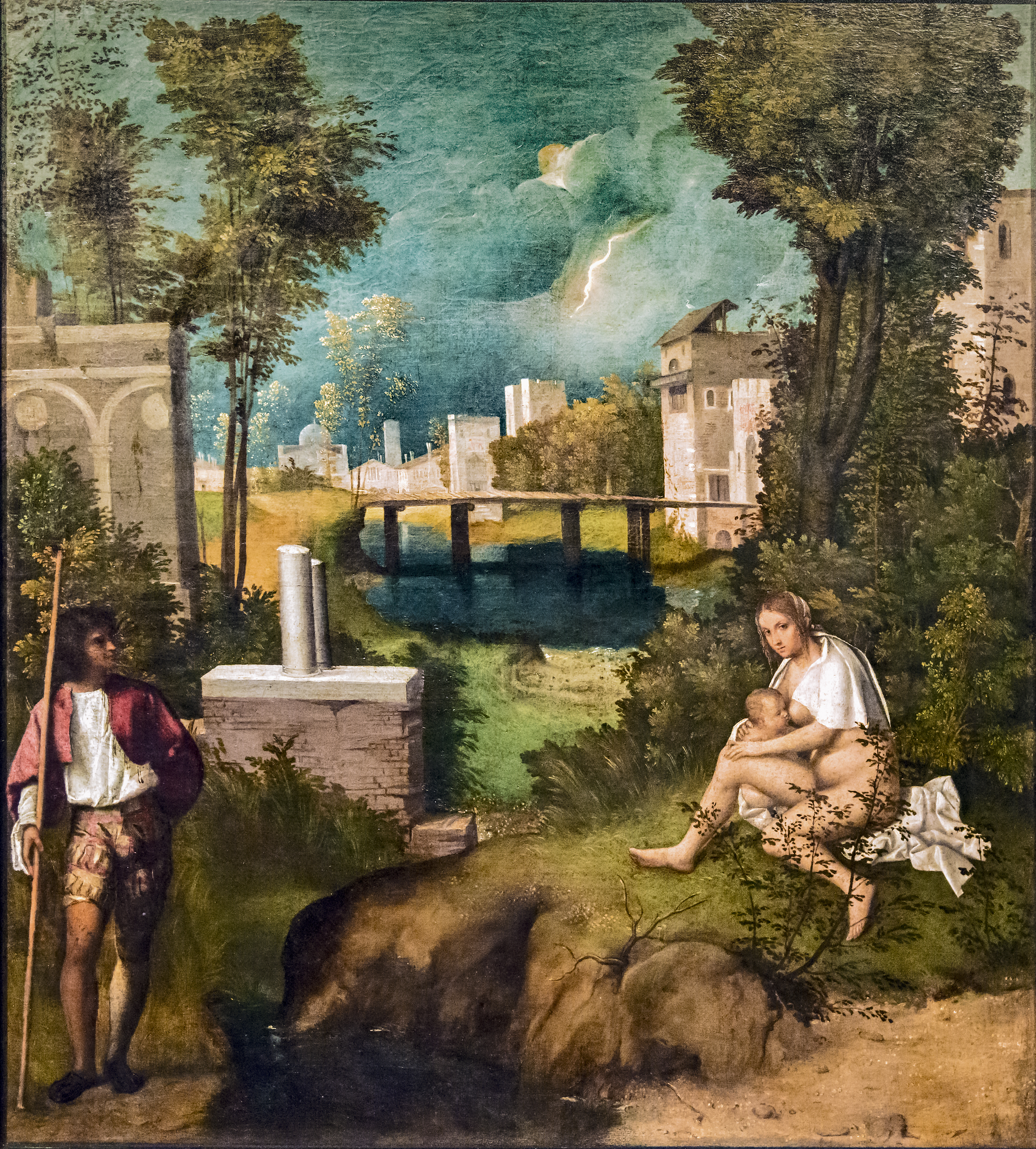
Giorgione, Burza, 1506/7

## Reakcje i interpretacje

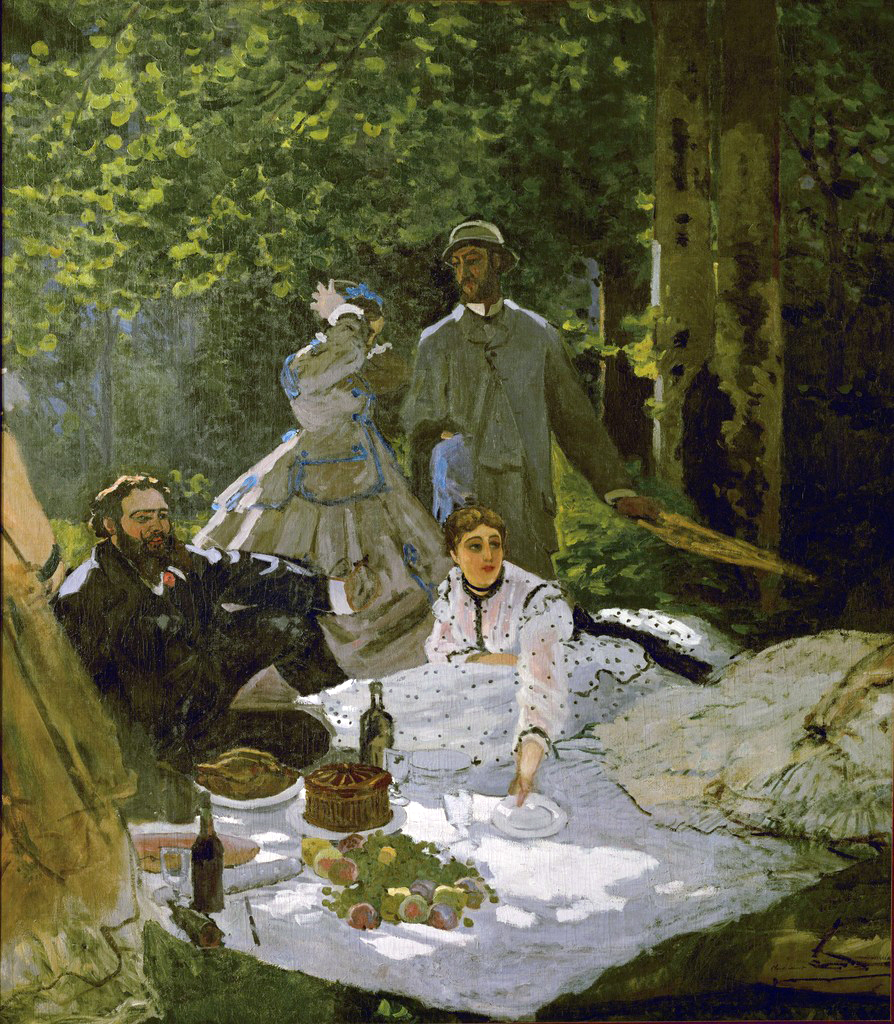
Claude Monet, Śniadanie na trawie

Obraz Śniadanie na trawie został wystawiony w 1863 roku w Salonie Odrzuconych. Dzieło wywołało skandal, zarzucano mu niestosowność i wulgarność. Szczególne opory budziło wyzywające spojrzenie kobiety skierowane prosto do odbiorcy. Oburzano się na naturalistyczne i pozbawione idealizacji przedstawienie ciała kobiety, obrazowi zarzucano błędy techniczne, zwracano uwagę na niedostatki perspektywy. Zapożyczenia i inspiracje autora obrazu nie zostały od razu odczytane. Dzieło było przedmiotem krytyki i kpin jeszcze w XX wieku. Przed ponad 150 lat powstawały obok reprodukcji także karykatury obrazu.
Współczesna krytyka nie koncentruje się na przedstawionej scenie, która obecnie także nie jest jednoznaczna. Sam Manet twierdził, że głównym aktorem w tym obrazie jest światło. Artysta stworzył kompozycję w pracowni, ustawiając modeli tak, by osiągnąć zamierzony efekt malarski. Dzięki wprowadzeniu nagiego ciała modelki mógł dokonać zamierzonego eksperymentu, polegającego na kontrastowym zestawieniu barwnych plam. Intencji malarza nie zrozumieli nawet jego obrońcy, bowiem podkreślali realizm obrazu, nie dostrzegając artystycznej i technicznej innowacyjności.

## Repliki i nawiązania
W 1865 roku Claude Monet rozpoczął pracę nad własną wersją Śniadania na trawie, monumentalna praca nie została w pełni ukończona. Zachowany fragment zawiera kompozycję niebudzącą kontrowersji obyczajowych, jest typowym dziełem młodego impresjonisty, który koncentrował się na subtelnej grze światła i cienia.
Pablo Picasso zainspirowany obrazem Maneta wykonał 26 obrazów, 140 rysunków i kilka linorytów, część z nich znajduje się w Musée d’Orsay.
Estoński reżyser, Priit Pärn w 1987 roku zrealizował inspirowaną obrazem animację Śniadanie na trawie, w której opowiadał losy artystów epoki pierestrojki walczących o to, by móc odegrać scenę z obrazu Maneta.